# Midaftonsjöarna
Midaftonsjöarna är en sjö i Åre kommun i Jämtland och ingår i Indalsälvens huvudavrinningsområde. Sjön har en area på 0,0757 kvadratkilometer och ligger 954,9 meter över havet. Midaftonsjöarna ligger i Vålådalen Natura 2000-område.

## Delavrinningsområde
Midaftonsjöarna ingår i det delavrinningsområde (701300-136497) som SMHI kallar för Utloppet av Ottsjön. Medelhöjden är 617 meter över havet och ytan är 75,43 kvadratkilometer. Räknas de 79 avrinningsområdena uppströms in blir den ackumulerade arean 729,32 kvadratkilometer. Storbodströmmen som avvattnar avrinningsområdet har biflödesordning 2, vilket innebär att vattnet flödar genom totalt 2 vattendrag innan det når havet efter 314 kilometer. Avrinningsområdet består mestadels av skog (54 procent) och kalfjäll (15 procent). Avrinningsområdet har 15,68 kvadratkilometer vattenytor vilket ger det en sjöprocent på 20,8 procent.